# 阿曼国徽
阿曼國徽（阿拉伯语：شعار سلطنة عمان）由一個位於護套內的阿曼匕首，以及兩把交疊的阿拉伯彎刀所組成，於18世紀首先成為阿曼皇室的官方徽章，後來演變成為國徽。此外，位於阿曼國旗左上方的圖案亦是阿曼國徽。

## 歷史
阿曼國徽在18世紀中旬設計及使用，但當時的用途只是賽義德王朝的皇室徽章。由於這個徽章隨後於費薩勒·賓·圖爾基蘇丹統治時期（1888年至1913年）或泰穆爾·賓·費薩勒蘇丹在位期間（1913年至1932年）正式成為該國國徽，他的用途因而得以擴大；阿曼國徽後來更在1970年添加於該國國旗的左上方。此外，為了區別「直接皇室實體」和需要為國家某些部門製作一個不同的標誌，所以政府便另行設計一個在國徽上方增加一個皇冠的新版本。修改後的國徽版本隨後成為該國武裝部隊所有分支的官方徽章，這些分支包括皇家陸軍、皇家海軍、皇家空軍、皇家衛隊、阿曼皇家警察以及其他部門。

## 設計

### 象徵
根據阿曼外交部的描述，與位於國徽中央的裝飾用馬銜相接著的阿曼匕首和兩把交疊的阿拉伯彎刀，均象徵著歷史上當地人民所使用的武器。而阿曼匕首本身亦是該國的國家標誌，當地男性於正式場合時仍然會佩戴著該匕首並會把他當成一種「禮儀性的匕首」。

### 法律保護
根據一項在2004年公佈的皇家法令，任何國內以及從國外進口的商品在使用該國國徽前均須得到當地商業及工業部批准。違法者不但可能會使其貨物遭到沒收，更有可能被處以罰款和被起訴。另一方面，該法令也禁止任何汙辱或（以及）破壞阿曼國徽之行為，違法者會被判處最高1000阿曼里亞爾罰款和最高3年監禁。